# 錦衣衛指揮使司
锦衣卫指揮使司，簡稱錦衣衛，是明朝所设的特務机构，直接向皇帝負責。其出門辦事的校尉被雅稱為緹騎。洪武十五年（1382年），在原親軍都尉府及所屬的儀鸞司的基礎上改制而成。下轄經歷司、南北鎮撫司及親軍所、馴象所等十四所。永樂後，分為錦衣衛與南京錦衣衛。

## 沿革
1361年，朱元璋仍是吳國公時代，改樞密院為都督府，轄錦衣衛前身的「拱衛司」（並無「御用」二字），秩正七品，管領校尉，后改拱衛指揮使司，秩正三品。再改為都尉司，終改為「儀鑾司」（《大明會典》云錦衣衛本儀鑾司），洪武二年設置親軍都尉府，儀鑾司改隸親軍都尉府。洪武十五年，罷府及司、置錦衣衛為十二親軍衛之一（天子六軍）；即把仪鸾司和原拱卫司整编成锦衣卫，是标准卫的编制，下设锦衣中、锦衣左、锦衣右、锦衣前、锦衣后5个千户所，负责皇帝仪仗和护卫：按御椅司、扇手司、擎盖司、旛幢司、斧钺司、鸾舆司、驯马司编组。洪武末年新增了班剑司、戈戟司、弓矢司，总计新旧10司全部纳入锦衣前千户所专门负责仪仗。锦衣卫也给宗室、外戚、勋贵等提供无偿保护与仪仗（实为监视）。锦衣卫的护卫分：力士、校尉、将军（大汉将军）。洪武十五年，大汉将军编制1,507人，其中军官七人。
洪武中期，在胡惟庸案和空印案结束后，从全国遴选14,000多人到南京，大都编入锦衣卫，小部分编入旗手卫。锦衣卫新增了锦衣上中、锦衣上前、锦衣上后、锦衣上左、锦衣上右、锦衣中后6个千户所。其中只有锦衣上中千户所有印，锦衣上前、锦衣上后、锦衣上左、锦衣上右、锦衣中后所的文件得拿到锦衣上中所盖章。洪武末年锦衣卫又新增6个千户所：驯象所、屯田所、马军左所、马军右所、马军前所、马军后所。至此，锦衣卫共计17个千户所。
朱元璋在建國後，因循歷代稗政及卫所的标准体制，設錦衣衛鎮撫司及各锦衣千户所鎮撫司，掌本衛所刑名，兼理軍匠户籍。卫一级配两名卫镇抚，从五品；千户所一级配两名所镇抚，从六品。南京锦衣卫设1个镇抚司；北京锦衣卫设北镇抚司和南镇抚司两个机构，南京镇抚司和南镇抚司仍负责本卫的刑罚及军籍档案，北镇抚司专管诏狱，其下有專司偵察的官校。錦衣衛於是開始兼掌緝捕、刑獄之事。
後來，朱元璋以親信密探曰「檢校」
，負責偵察在京中官吏的大小之事。朱元璋對臣下不信任，楊憲輩新進喜事，專務搏擊，李善長等皆畏之，朱元璋說：「有此數人，譬如惡犬，則人怕。」檢校首任指揮使是楊憲（檢校），後續有毛驤、至洪武十五年（1382年），正式建立錦衣衛組織。
爾後洪武二十年，太祖以治錦衣衛者多非法凌虐，乃焚刑具，詔內外獄咸歸三法司（即洪武十五年到洪武廿年這幾年期間非法凌虐，藍玉案由三法司審理）。在洪武二十六年（1393年），因朱元璋認為此一酷政不可以長期存在，再加上錦衣衛於偵辦藍玉謀反案時「非法凌虐，誅殺為多」，「株連且四萬（人）」；於是下令大削錦衣衛的權力（「詔內外獄無得上錦衣衛，大小咸經法司」）如废除。所以胡惟庸案與藍玉案（由皇太孫朱允炆及吏部尚書詹徽審理）皆與錦衣衛無多大干係。
明成祖朱棣發動靖難之役成功後，為了鎮壓建文舊部與壓制原先支持建文帝的臣民對他的不滿，於是恢復錦衣衛的所有權力並有所加強，如永樂十三年（1415年）《永樂大典》總裁官解縉被紀綱置於雪地凍死即為一例。袁彬官至特授勳上柱國、左軍都督、升授光祿大夫，是最顯赫的指揮使。憲宗成化年間，錦衣衛北鎮撫司的刑事可以不照會本官廳而直接處理，且即使本司所下達的命令也是由北鎮撫司所草稿完后提呈上去等候批准的。李自成改名龍衣衛，追贓明朝的錦衣衛。清朝顺治元年，沿用了明朝的锦衣卫，但顺治二年，锦衣卫改名銮仪卫，并且不再像明朝锦衣卫一样，还兼管刑狱缉捕，而专门负责皇室的仪仗。南明延續至1661年昭宗的錦衣衛指揮使馬吉翔與掌衛事任子信於咒水之難被殺才可說是正式結束長達290年的歷史。

## 制度
明初的軍制比較簡單，其基層單位是“衛”和“所”，每衛轄正規軍士约5,610人，其下設所，分為千户所和百户所，京城的禁衛軍所轄衛所為48處。到洪武十五年，朱元璋决定改革禁衛軍，建立了十二個親軍衛，其中最重要的就是“錦衣衛”。在錦衣衛組織當中，皇帝為直接的管理者。

### 品秩
- 锦衣卫掌卫事：僅設一人或兩人同掌衛事，多以左右都督（正一品）[3]、都督同知（從一品）[4]、都督僉事（正二品）、都指挥使（正二品）[5]、都指挥佥事（從二品）[6]等一二品勋臣充任。
- 指揮使：正三品，名义上的锦衣卫长官，明代许多勋臣后代被授予该官职，实际上是不管事的虚衔，并且可以同时有多人领有该衔。[7]
- 指揮同知：從三品，設置二人，輔佐掌卫事。
- 指揮僉事：正四品。
- 南、北鎮撫司鎮撫使：從四品，各設置一人。
- 锦衣卫经历司经常涉及机密文件，因此由本卫最高领导直管。经历司长官叫作经历，品衔从七品。设办事的令史6人，正九品；典吏17人，从九品；仓攒典1人，从九品。
- 锦衣卫的东司房和西司房：成化设立。其中东司房缉事；西司房捕盗，五城兵马司的提督权从兵部转给了锦衣卫指挥佥事提督。后来魏忠贤给锦衣卫西司房单铸一颗关防大印，可跳过錦衣衛指揮使司直接汇报司礼监
- 千户：正五品，設置十四人。
- 副千戶：從五品。
- 百戶：正六品。
- 試百戶：從六品。
- 總旗：正七品。
- 小旗：從七品。
- 力士：普通軍士。
- 校尉：普通軍士。

### 機構業務
其中北鎮撫司任務是「專理詔獄」，之後於明憲宗成化元年（1465年）增鑄北鎮撫司印信，一切刑獄專呈皇帝，毋需通過指揮使轉達，而錦衣衛官員中不掌詔獄者亦不得干預其事。著名代表詔獄案件為：明初大將軍藍玉案及明末首輔周延儒案，均為錦衣衛報告皇帝。
「三法司」（即刑部、都察院與大理寺）無權干涉錦衣衛所處理的案件。通常錦衣衛在逮捕嫌犯之前，需由刑科給事中簽批“驾帖”才可行事，作用相当于现代的逮捕令（非指“腰牌（識別証）”）。早期加入錦衣衛都会经过严格地审查和考核，要求良民，無犯罪紀錄，后经过训练与挑选最终决定。后期若有錦衣衛逝世，他的親屬，如兒子，可成為其替補，若無兒則會於民間選擇合條件的人作為代替，故錦衣衛中不會出現職位有空缺的情況。
《万历野获编》卷21《驾帖之伪》：「祖制：锦衣卫拿人，有驾帖发下，须从刑科批定，方敢行事，若科中遏止，即主上亦无如之何。如正統王振、成化汪直，二竖用事，时缇骑偏天下，然不敢违此制也。」錦衣衛「驾帖」拿人必须经过刑科给事中「佥签」。《明世宗实录》嘉靖元年十二月辛丑：「旧例，厂卫赍驾帖提人，必由刑科佥批」，也就是廠衛拿人必須由言官給事中行封駁，万历朝，因神宗「怠政」，天下官员有缺不补，以至驾帖发出，因刑科无官没法「佥签」。而刑科无人“佥签”，锦衣卫亦不敢率尔抓人，錦衣衛官校持签印完整的驾帖，至刑科“佥签”时，还必须持有奏章的原件以备勘合，驾帖拿人，初期仅仅限于京城左近，弘治、正德年间，緹骑开始至外地拿人，但需要各衙门會簽以防假冒。
1631年给事中徐国荣在《论厂卫疏》中记载，名为赵瞎子的混混召集一伙人自称厂卫，堵截过路商人说他们偷税漏税，敲诈两千两白银；还有的混混自称厂卫闯进县官衙门索要钱财，竟然轻而易举获得五百两白银；甚至有混混自称厂卫，假装侦查边庭，串游各个军营，骗吃骗喝骗白银，一路上将军和官府都不敢问他们是真是假。
錦衣衛凡得一人，则于空庙祠宇榜掠之，名曰打椿。嚴刑有钓手悬足非刑，迫供被捕人民，五毒备尝，肢体不全。其最殘酷者，名叫琶，每上，百骨尽脱，汗下如水，死而复生，如是者二三次。荼酷之下，何獄不成。寻常止云“打著问”，重者加“好生”二字，其最重大者，则云“好生著实行著问”。必用刑一套，凡为具十八种，拶指等无不试之，若刑果尽法，即一二可死。其室卑入地，其墙厚数仞，即隔壁嗥呼，悄不闻声。每市一物入内，必经数处验查，饮食之属十不能得一，又不得自举火，虽严寒不过啖冷炙披冷衲而已。家人辈不但不得随入，亦不许相面。惟拷问之期，得于堂下遥相望见。诏狱狱禁森严，水火不入，疫疠之气，充斥囹圄。自劉瑾創立枷，錦衣獄常用之。明神宗時，御史朱應轂具言其慘，請除之。不聽。至魏忠賢時，益為大枷，又設斷脊、墜指、刺心之刑。
《殊域周咨录》卷9《云南百夷附》：「臣闻驾帖下各衙门则用司礼监印信，该科挂号皇城各门俱打照出关防，皆所以禁诈伪也。」驾帖拿人，定制拿一人奉一帖，不允许一帖拿多人，根据明制，奉驾帖拿人是锦衣卫的正差，本与内侍无关，而天启朝至有宦官提驾帖直接拿人，遭遇反抗的事情：梁本《明熹皇帝录》天启四年六月乙巳：「刑科给事傅櫆奏：佥驾帖原有常规，增差内官，大违明制。万燝被殴，林汝翥不过畏内珰之凶锋，恐不得以正命死耳。内官百十成群执之，亏损圣德莫此为甚。上命今后驾帖如旧。」而明熹宗天啟朝時魏忠賢掌權不過八年，卻讓人以偏蓋全認為明一代276年錦衣衛都為如此。
他們直接聽命於皇帝，可以逮捕任何人，包括皇親國戚，並進行不公開的審訊。也有参与收集军情、策反敌将的工作。
錦衣舊例有功賞，惟緝不軌者當之。其後冒濫無紀，所報百無一實。吏民重困，而廠衛題請輒從。三法司視成案，有所出入輕重，俱視中官意，不敢忤也。有部份人為得賞賜等原因制造冤案，如嶽氏案、劉學孟案、武長春案，凌遲滅族平民。

## 業務職掌
錦衣衛的業務職掌為「掌直駕侍衛、巡查緝捕」，這一句話就包括了錦衣衛的兩大執行機構與職權：
一、大漢將軍：主管皇帝侍衛、展列儀仗、傳遞皇帝命令以及職掌廷杖等事項，即一人名万户，下至干部千户，百户，十户像今日连营长，可以說和一般禁衛軍毫無不同（只有職掌廷杖此項為錦衣衛獨有）。
二、經歷司和南、北（名稱，非方位）鎮撫司：這一方面即為錦衣衛與一般禁衛軍不同的特點，分述如下：
1. 經歷司：主管錦衣衛公務文書的出入、謄寫及檔案封存等事項。
2. 南鎮撫司：主管一般衛、所部隊人員之犯罪偵查、審訊、判決、情報以及軍事武器之研發事項。
3. 北鎮撫司：主管各地藩王及官員秘密監視、肅反肅貪，獨立偵訊、逮捕、判決、關押權力（詔獄）以及反間諜事項。

## 编制人数
據黃仁宇統計，1580年太倉庫在京师的現金支出，京城巡捕、錦衣衛等共50,000兩，明末職業軍人年俸，約15~20兩，錦衣衛校尉、力士總數應在2500至5600之間，田有定額賦有定故，由戶部支付餉銀，並不如後人想像能隨意擴大編制。世宗即位时，一次查革“冒滥旗校”31828名，约占原来人数的一半。万历六年，约有29515人。天启时再度大幅增长，天启七年在册45215人，后经裁汰，至崇祯二年初有29955人。

## 歷任锦衣卫掌卫事
- 宋忠
- 毛驤，以都督佥事掌卫事
- 蔣瓛
- 紀綱，以都指挥佥事掌卫事
- 夏煜
- 賽哈智
- 劉勉
- 徐恭
- 馬順
- 盧忠
- 朱骥：于谦的女婿
- 逯杲
- 門達，以都指挥同知、都指挥使掌卫事
- 袁彬，以锦衣卫指挥使、都指挥佥事掌卫事
- 哈銘，以前军都督府都督佥事掌卫事
- 萬通
- 朱驥
- 牟斌
- 石文義
- 錢寧，以都督同知、后军都督府左都督掌卫事
- 江彬，以后军都督府左都督、平虏伯提督东厂兼掌卫事
- 朱宸
- 駱安
- 王佐
- 陳寅，以后军都督府左都督掌卫事
- 陸炳，以都指挥同知、后军都督府左都督掌卫事
- 朱希忠，以后军都督府左都督掌卫事
- 劉守有
- 駱思恭
- 田爾耕，以后军都督府左都督掌卫事
- 駱養性，以后军都督府左都督掌卫事

### 南明
- 邹之有，以都督同知掌卫事
- 吳孟明，以都督同知掌卫事
- 馬吉翔，以后军都督府左都督掌卫事

## 服饰
每年皇帝祭北郊或幸學，錦衣衛的堂上官如正二品都指揮使（金牌非象牙腰牌）或都督佥事兼錦衣衛指揮使（同樣是正二品），才能穿大紅蟒衣飛魚服佩繡春刀，若三品指揮使僅能穿蟒衣，而千戶、百戶只能穿青綠錦繡服。並不是每位錦衣衛都能穿飛魚服，而飛魚服也非錦衣衛專屬服飾，而屬於二品官的賜服。而各王親公侯官員龍褂補服也非天天可以穿戴，有嚴格規定。

## 錦衣衛牙牌
《明太祖實錄》載：洪武十一年，“始製牙牌給文武朝臣。其製以象牙為之，刻官稱於上，凡朝參佩以出入，有不佩者門者卻之，私相借者，論如律；有故則納之內府，其在外來朝百司官無牌者則於各門附名以入。”而錦衣衛的牙牌為錦衣衛繫在腰間證明身分的牌子，猶如當今身份證明用的掛牌（出入證、識別證）；或用錦囊包裹，懸在左腰。
依據職務區分錦衣衛牙牌大抵有兩種。
1. 錦衣衛領導級官員的「朝參牙牌」為長方形（上方弧形刻有如意雲紋）
  - 正面中上刻有橫寫(錦衣衛)三個字，接著豎刻官銜不刻名字（如：右千戶所百戶）；
  - 左側面刻有此牌的字號（如：武字貳仟玖佰玖拾壹號）；
  - 背面亦不刻朝代年月日、只刻四行豎寫"使用須知"「朝參官懸帶此牌.無牌者依律論罪.借者及借與者罪同. 出京不用」。而因錦衣衛為武官、故錦衣衛朝參牙牌使用武字號牙牌。
2. 頒給錦衣衛基層人員出入宮廷使用的「錦衣衛緝事旗衛牙牌」（其格式為八角形、長10.8mm、寬8.2mm、上端有雲紋及花卉紋接著刻有橫寫「東司房」三個字、中間刻有豎寫的「關防」九壘篆大字、左方為豎刻編號「錦字OOO號」、背面為兩行豎寫"使用須知"「緝事旗衛懸帶此牌.不許借失違者治罪.」）。

依據尚寶司的尚寶司卿劉日升（萬曆八年三甲進士）於萬曆三十年十二月十六日（1602年1月8日）上疏之〈查復舊制祛積弛以明職守疏〉的統計，至萬曆三十年明朝大抵發放<武字號牙牌>3701面、損害21面、遺失135面。

## 流行文化
不少電影或電視劇也曾以錦衣衛為主題，如張黎導演的《錦衣衛》及邵氏電影的《錦衣衛》，而亞洲電視本港台亦在1988年開播同名電視劇。梁羽生以明代為背景的幾部小說，也有措述錦衣衛。
- 1980年由杜琪峰執導的電影《碧水寒山奪命金》，片中由丁亮飾演錦衣衛，追捕由劉松仁飾演的主角流浪刀客路天君。
- 1988年由香港亞洲電視製作的25集電視劇《錦衣衛》，由丁亮監製，講述璋命武青侯（王偉飾）在洪武十五年成立錦衣衛以保皇權。
- 1992年由徐克執導的電影《新龍門客棧》，片中便有描述錦衣衛捉拿嫌犯的過程，以及介紹東廠發明與改良的新式兵器。
- 2002年台灣相聲瓦舍的馮翊綱、宋少卿、黃士偉有「東廠錦衣衛」的相聲作品。
- 2004年由無線電視製作的電視劇《血薦軒轅》，講述錦衣衛與東廠的鬥爭，主角鄭少秋飾演錦衣衛鎮撫司。
- 2006年由中國製作的電視劇《朱元璋》劇中大虎、二虎皆為錦衣衛。
- 2008年台灣相聲瓦舍推出「公公徹夜未眠」的相聲作品。
- 2010年亦有甄子丹主演的同名電影《錦衣衛》推出。
- 2011年由無線電視製作的電視劇《洪武三十二》中，主角謝天華及徐子珊皆飾演錦衣衛。
- 2011年亦有由上海唐人電影製作有限公司製作的電視劇《怪俠一枝梅》中，主角霍建華、蕭正楠及廖啟智皆飾演錦衣衛。
- 2011年12月由徐克、張之亮導演的電影《龍門飛甲》。
- 2014年张震主演的电影《绣春刀》中，张震、王千源及李東學均饰演锦衣卫。
- 2014年 由導演羅永昌執導，甄子丹、黃聖依、王寶強、任達華主演的《冰封：重生之門》。該片講述明朝嘉靖期間「一英三傑」賀英、龍、虎、獒四個錦衣衛因天竺「時空金球」的神力傳送到現代。
- 2015年由無線電視製作的電視劇《刀下留人》中，以明憲宗成化年間為時代背景，當中有涉及錦衣衛的情節。
- 2015年由東映製作有限公司和海潤影視製作的電視劇《超級大英雄》中，兩名由胡洋和謝孟偉所飾演的錦衣衛在追殺由汪東城所飾演的禁衛軍時,意外穿越時空來到21世紀的現代社會，開始了一段不一樣的生活經歷。
- 2016年由中國內地製作的電視劇《六扇門》講述明朝中葉時京城衙門六扇門、錦衣衛、東廠及明朝皇室之間各方面的權力鬥爭。
- 2016年由無線電視製作以不死人與殭屍為題材的電視劇《殭》中，九名不死人皆為錦衣衛。
- 2018年由無線電視製作的電視劇─古裝偵探武打喜劇《翻生武林》中，講述東廠提督掌管住一班武功高強的錦衣衛，無法無天，劇情輕鬆搞笑。
- 2019年由爱奇艺和芒果TV播出的中国大陆古装悬疑剧《锦衣之下》，故事背景为明朝，蓝色狮的同名小说改编。

### 引用
1. ↑  張溥《五人墓碑記》
2. ↑  《大明會典》卷228：“永樂定都後、照例開設……南京錦衣等衛建置事例見前”
3. ↑  《萬曆野獲編》：臣等隨即會同錦衣衛掌衛事、左都督陳寅等,當將重犯楊金英等,共十六名；《大明世宗肅皇帝實錄》卷四百九十一：掌錦衣衛事太保兼少傅左都督陸炳；《大明武宗毅皇帝实录》卷之一百六十一：加锦衣卫掌卫事左都督朱宁俸米岁二十石升
4. ↑  《大明武宗毅皇帝实录》卷之一百一十八：錦衣衛掌衛事都督同知朱寧奏提督官校副千戶趙璽等
5. ↑  《大明会典卷之一百五十七》锦衣卫带俸都指挥、指挥、各四名。《明武宗毅皇帝实录》卷之三十六：太监高凤传旨勋卫张宗说升锦衣卫都指挥使
6. ↑  《明史·卷167·袁彬传》：其年十二月進指揮使，與都指揮僉事王喜同掌衛事。
7. ↑  万历野获编/卷05 ：万通次子从善，二岁拜锦衣卫指挥使。万通养子名牛儿者，甫四岁亦得为锦衣指挥佥事，其后升转，凡章疏及圣旨，俱仍牛儿名。
8. ↑  《明書》卷73《刑法志》
9. ↑  《萬曆野獲編》卷21
10. ↑  《明史》卷95《刑法三》
11. ↑  都公谭纂
12. ↑  .   [2022-03-07]. （原始内容存档于2021-01-23）.
13. ↑  .   [2022-03-07]. （原始内容存档于2019-06-04）.
14. ↑  曹循<明代锦衣卫官制与职权新探說>
15. ↑  朱元璋(明太祖)始制,"大明會典--大明會典卷之二百二十八<錦衣衛>" （页面存档备份，存于）,明朝,共228卷,制定時期(1393年-1587年).
16. ↑  《明史·舆服志》：正德十三年，“赐群臣大红贮丝罗纱各一。其服色，一品牛，二品飞鱼，三品蟒，四、五品麒麟，六、七品虎、彪；翰林科道不限品级皆与焉；惟部曹五品下...
17. ↑  《明太祖實錄》卷117，洪武十一年二月丁酉，台北：史語所匯勘本，頁 1920。
18. ↑  楊鎮魁,"萬曆朝尚寶司制度研究" （页面存档备份，存于）,國立中央大學歷史研究所,《史匯》第十期，頁 235–254,二〇〇六年九月.
19. ↑  劉日升撰，鄒元標選，《慎修堂集》（微縮資料，臺北：國家圖書館藏，明泰昌元年原刊本），卷 15，〈查復舊制祛積弛以明職守疏〉，頁4a–5b。

## 参閱
- 詔獄
- 廠衛
- 明朝午門血案

## 外部連結
- 卜永堅：〈從墓志銘看明代米氏錦衣衛家族的形成及演變 （页面存档备份，存于）〉
- YouTube上的明锦衣卫指挥使牙牌
- 錦衣衛指揮使 （页面存档备份，存于）